# Rosenthalovy děti
Rosenthalovy děti (v originální ruštině Дети Розенталя, Děti Rozentalja) je opera ve dvou dějstvích ruského skladatele Leonida Děsjatnikova na libreto spisovatele Vladimira Sorokina. Měla premiéru 23. března 2005 na Nové scéně moskevského Velkého divadla. Námětem je fiktivní vědecký experiment: naklonování pěti významných hudebních skladatelů minulosti a osud těchto klonů v současném Rusku. Hudba v postmoderním stylu především napodobuje hudbu hrdinů opery. Rosenthalovy děti vyvolaly pozornost ještě před uvedením, když část poslanců, sdělovacích prostředků a společenských organizací proti ním protestovala kvůli údajným vulgarismům a pornografickému obsahu.

## Vznik a inscenace opery
Opera Rosenthalovy děti vznikla na zakázku Velkého divadla v Moskvě, a to první od roku 1979 (tehdy to byly Mrtvé duše Rodiona Ščedrina; vedle toho na zakázku Velkého divadla vznikla roku 1995 puškinovská opera Michaila Georgijeviča Kollontaje Kapitánská dcerka, která však nakonec nebyla uvedena). Tato zakázka byla součástí záměru ředitele Anatolije Iksanova (2000–2013) rozšířit soudobý repertoár divadla. Původním záměrem bylo ve spolupráci s Mariinským divadlem v Petrohradě objednat recipročně operu moskevského skladatele pro Petrohrad a petrohradského skladatele pro Moskvu. Zejména na doporučení režiséra Eduarda Bojakova a hudebního kritika Pjotra Pospělova byli vytvořením opery pro Moskvu pověřeni jeden z nejpopulárnějších ruských klasických skladatelů Leonid Děsjatnikov a spisovatel Vladimir Sorokin; smlouva s nimi byla podepsána roku 2002. K realizaci zakázky pro Petrohrad u skladatele Vladimira Martynova, umělecky mnohem radikálnějšího než Děsjatnikov, již nedošlo.
Děsjatnikov a Sorokin spolupracovali již roku 1999 na sociálně-kritickém filmu Alexandra Zeldoviče Moskva. Původní myšlenkou bylo přepracovat na libreto některý ze stávajících Sorokinových textů, konkrétně divadelní hra Šči (1996), ale ukázalo se, že by „nenormativní lexikum“ použité ve hře nebylo možné použít na scéně Velkého divadla, a proto se rozhodli pracovat na originálním libretu. Sorokin se již v dřívějších pracích zaobíral tématem klonování: „Téma klonování je mi velmi blízké. Jsem si jist, že lidské bytosti by neměly být klonovány. Avšak z pohledu umělce je myšlenka klonování bohatá na možnosti a implikace, neboť nám umožňuje cestovat v čase a setkat se s dávno mrtvými klasiky.“ Přišel tedy s nápadem oživit klonováním pět slavných skladatelů minulosti a zasadit je do sovětské a postsovětské doby. Jejich výběr – Wolfgang Amadeus Mozart, Richard Wagner, Giuseppe Verdi, Modest Petrovič Musorgskij a Petr Iljič Čajkovskij – byl spoluurčen předem dohodnutým poměrem ruských a zahraničních skladatelů a omezením na skladatele operní. Myšlenka rozčlenění díla do pěti části, jakoby pěti oper napsaných jednotlivými skladateli, vznikla v průběhu prací a pochází od Děsjatnikova: „Vytrhnou mi pero z prstů a tvoří operu sami.“

## Kontroverze a inscenační historie

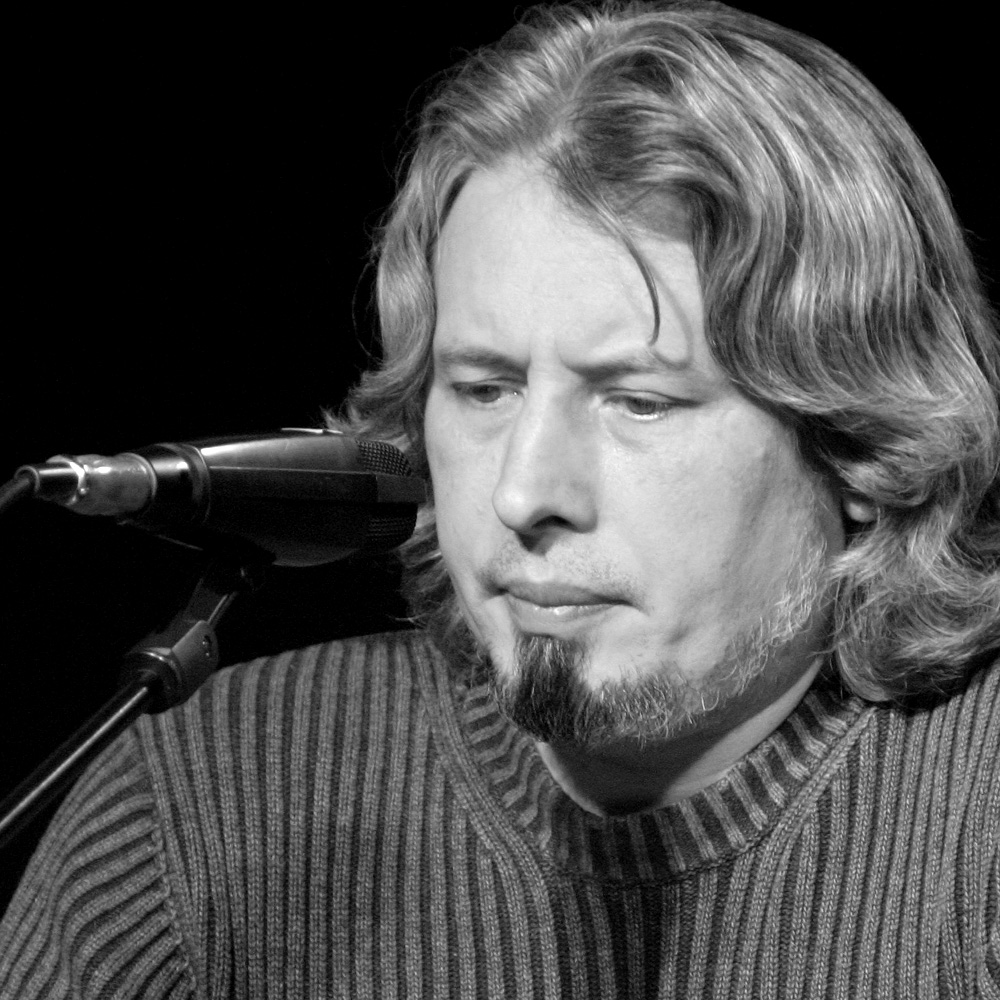
Libretista Rosenthalových dětí Vladimir Sorokin

Vladimir Sorokin byl považován za provokativního autora. Brzy po podepsání smlouvy na libreto roku 2002 se stal terčem konzervativní kritiky za údajně pornografické scény v dystopickém románu Goluboje salo (Modrý špek). Proputinské mládežnické hnutí „Iduščije vměstě“ (Jdoucí společně) na něj podalo i trestní oznámení za šíření pornografie, avšak soud žalobu na Sorokina zamítl. V této situaci vznikl v části médií a především v ruské Státní dumě politický tlak na zrušení celého projektu, soustředící se na skutečnost, že prestižní a státem vydržované Velké divadlo měla provést údajně pornografické dílo, v němž se navíc vyskytuje vulgární hovorový jazyk (tzv. mať). V čele této iniciativy stál poslanec Sergej Něvěrov, pozdější místopředseda Dumy a tajemník vrchní rady strany Jednotné Rusko. Státní duma odhlasovala usnesení, kterým svůj kulturní výbor pověřila prozkoumat operu z hlediska mravní přípustnosti. Vedení Velkého divadla a později i vládní kulturní instituce však dílo bránily a pokazovaly, že opera žádné nemravné scény ani vulgární jazyk neobsahuje. Avšak přítomnost prostitutek na hlavní národní scéně byla i nadále některými politiky kritizována. Hnutí „Iduščije vměstě“ organizovalo před divadlem a před domem hudebního ředitele Alexandra Věděrnikova protesty, a to i v den premiéry. Skandál však nakonec uvedení Rosenthalových dětí nenarušil a představitelé Velkého divadla sami ironicky děkovali poslancům za bezplatnou reklamu. Premiéra 23. března 2005 (která se obešla bez incidentů) se stala pro moskevskou elitu velkou společenskou událostí (podle Děsjatnikova byl v sále „celý svět moskevské statusové bohémy“) a zájem o vstupenky byl mnohem větší, než se u soudobé opery dalo očekávat. Triumfální přijetí obecenstvem a bezprostředně následující nadšené či zdrcující recenze reflektovaly kulturněpolitické smýšlení diváků a kritiků na úkor vlastního uměleckého ocenění díla.
I po odeznění skandálu si však Rosenthalovy děti udržely své místo na repertoáru Velkého divadla, které je úspěšně předvedlo na svých zájezdech v Petrohradě (16. a 17. října 2005) a na festivalu ve finské Savonlinně (25. a 27. července 2007) a několik úryvků koncertně i v Rize v červnu 2008. Roku 2009 byl rozhlasový záznam opery přenášen v rámci Evropské vysílací unie a v roce 2015 byl v koncertním sále Mosfilmu pořízen audiozáznam opery, který o rok později vydala firma Melodija na CD.
Naděje některých kritiků o nové vlně operních zakázek Velkého divadla se nesplnily, Rosenthalovy děti jsou dosud (2017) poslední operou objednanou pro Velké divadlo. Roku 2011 však Velké divadlo uvedlo nový Děsjatnikovův balet Ztracené iluze (Утраченные иллюзии) na námět stejnojmenného románu Honoré de Balzaca.

## Charakteristika opery
Děsjatnikovova opery je příkladem postmoderní hudby: každému ze skladatelských dvojníků je přidělen motiv v tvůrčím stylu jejich „originálů“. Děsjatnikovovým záměrem bylo vytvořit v pěti obrazech opery vlastně pět „minioper“ ve stylu jednotlivých skladatelů. I Sorokinovo libreto obsahuje řadu odkazů na libreta známých oper pěti hrdinů a odpovídajícím způsobem mění i svůj poetický výraz. První obraz je věnován Wagnerovi: úvodní část zobrazuje monumentální metafyzický obřad stvoření nové bytosti, následuje melancholická scéna Wagnerova snu o raněné labuti – obojí upomíná na Lohengrina nebo Parsifala, v hudbě byly nalézány i ozvuky Tristana a Isoldy. Druhý obraz představuje Čajkovského a je modelován – poněkud parodicky – především podle některých intimních scén z Evžena Oněgina; podle Děsjatnikových slov byla pro Čajkovského předobrazem postava Lenského, situace však odpovídá spíše postavě Taťány.  Třetí obraz na moskevském náměstí evokuje znepokojující masové scény Musorgského oper a Musorgského  píseň o Moskvě má za vzor píseň Varlama o Kremlu z opery Boris Godunov. Melodramatický čtvrtý obraz s milostným vzplanutím, oslavou lásky a volnosti, iluzí podléhající realitě a tragickým zakončením je inspirován především Verdiho Traviatou. Jen poslední obraz věnovaný Mozartovi je – přes odkaz na Kouzelnou flétnu – především rekapitulací předchozích epizod.
Sorokin použil v libretu svou techniku „ready-made“ a stylových klišé, například stalinské doby, jak ji využíval v předchozích dílech, prostudoval však rovněž operní libreta dotčených skladatelů nebo jejich dobové překlady a použil jejich zvláštnosti k charakterizaci či parodii jednotlivých osobností. Sorokinovo libreto tak umně zaplétá řadu odkazů na díla pěti dotčených skladatelů, Děsjatnikovova hudební realizace však není tak úplná. Sám skladatel přiznává, že hudební odkazy na dílo W. A. Mozarta v Rosenthalových dětech prakticky nejsou, i když Mozart je hlavní postavou – slovy Sorokina „emocionálním svorníkem celé opery“–, jejímž zrodem opera začíná a jež jediná přežívá. Napodobit nebo parodovat Mozartovo dílo (jako to udělal např. Benjamin Britten ve své opeře Utahování šroubu) by bylo příliš obtížné, a navíc by narušilo celkový pozdně romantický ráz hudby. Obsazení role Wagnera mezzosopránem skladatel odůvodnil jeho ztotožněním s Brünnhildou z Prstenu Nibelungova (což je však soprán), někteří recenzenti to však považovali za nemotivované a domnívali se, že Wagnerův styl je „prakticky ignorován“. Hudba přisouzená konkrétně Verdimu vykazuje spíše obecně italské, zčásti raně romantické, zejména v instrumentaci pak spíše veristické prvky. Vydařenější je charakterizace Musorgského (i když kritik D. Morozov se domnívá, že „Musorgskij je téměř nerozlučný s lahví vodky, a to je to jediné, co ho sbližuje s velkým skladatelem“ [tj. postavu s jejím předobrazem], a navíc vyčítá, že jeho styl je v opeře smíšen se stylem jeho antipoda Rimského Korsakova). Recenze se shodovaly na tom, že nejvýstižnější a současně nejzajímavější je hudební portrét P. I. Čajkovského.
Vedle tohoto členění jsou Rosenthalovy děti psány technikou číslové opery 19. století, tj. obsahují tradiční uzavřené útvary – árie, ansámbly, sbory, taneční čísla.
Jednotliví skladatelé jsou navíc v parituře svázáni s konkrétními nástroji (jak s ními vystoupí ve 3. obraze – Mozart s flétnou, Wagner s tubou, Verdi s harfou, Musorgskij s bubnem) a také s různými tóninami (Wagner s A/As, Čajkovskij s H/B atd.). Odkazy v hudbě se neomezují na však skladatele, jejichž dvojníci vystupují. Děsjatnikov říká: „Mým materiálem byla klasická opera 19. století. Pravda, nejen skladatelé, kteří vystupují v opeře, ale vlastně šířeji.“ Recenzenti vedle toho konstatovali stylový vliv Šostakoviče, zejména 7. symfonie, Prokofjeva a Sviridova (v úvodní scéně), Rimského Korsakova (Tánina árie o Krymu připomínající árii Marfy Sobakinové z Carské nevěsty).(Matusevič)
Děsjatnikov podle svého vyjádření chtěl svou operou „vyznat lásku opeře 19. století“. Díla pěti skladatelů, kteří jsou hrdiny díla, necituje, ale napodobuje jejich styl pomocí jejich melodických nebo harmonických zvláštností. V hudbě opery proto jednoznačně převažuje pozdně romantický styl, jen občas částečně kořeněný minimalismem nebo pasážemi džezu a kabaretní hudby. Děsjatnikov zmiňuje také jako nevyhnutelný i vliv pop-music, kterou podle něj ruskému skladateli nelze ignorovat. Jak skladatel, tak i Sorokin jsou představiteli polystylovosti – používají imitace, aluze, koláž a pastiš. Celkově lze styl hudby označil za postmoderní eklekticismus. Děsjatnikov výslovně prohlašuje, že se necítí být součástí modernistické tradice, že doba avantgardy už skončila a že otázka pokroku v hudbě ho nezajímá.

## Kritické ocenění

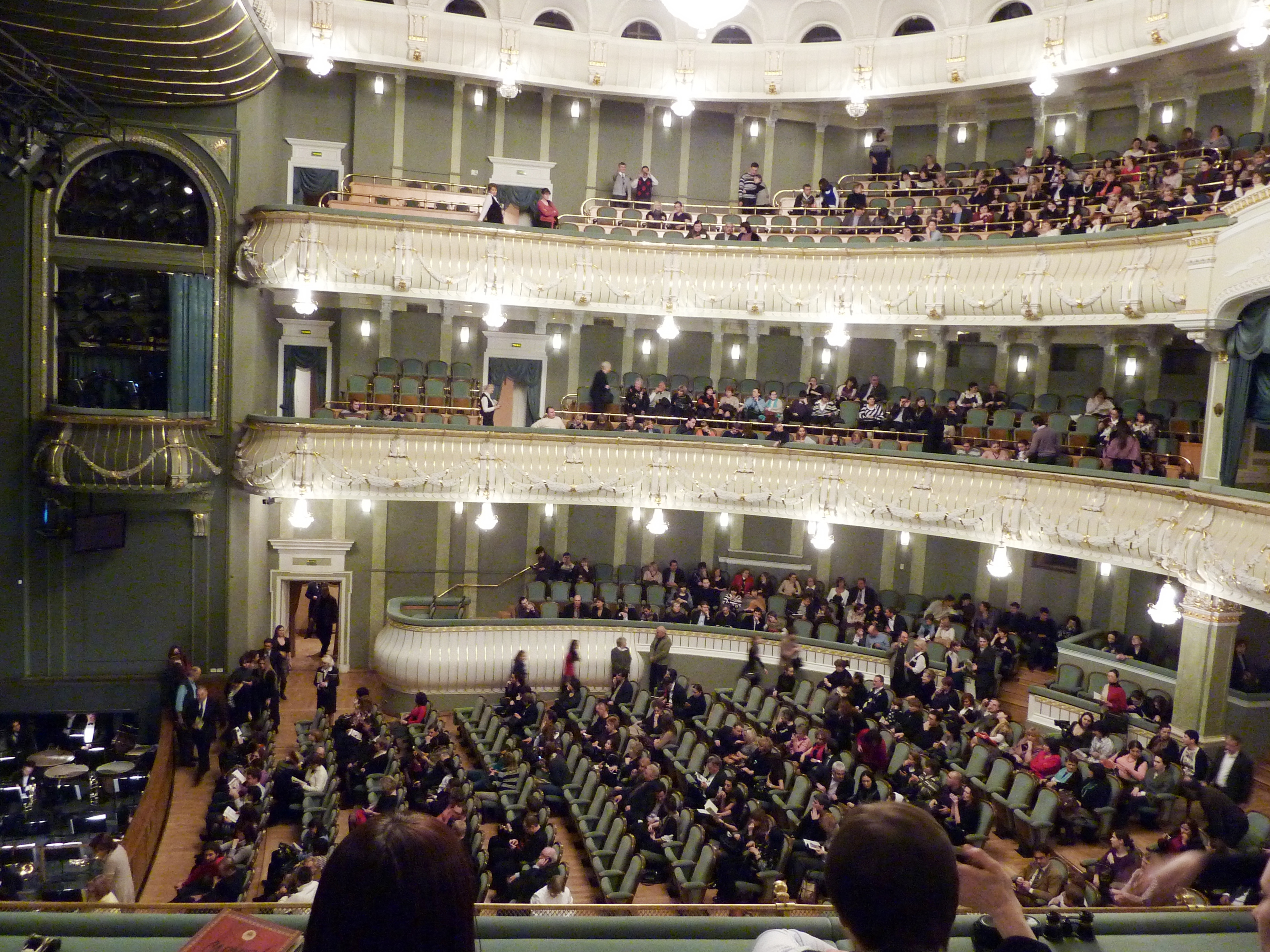
Hlediště Nové scény Velkého divadla v Moskvě

Politický spor předcházející uvedení Děsjatnikovovy a Sorokinovy opery ve Velkém divadle se odrazil i do recenzí samotné opery, které byly často velmi protichůdné. Například literární vědkyně Kondratina Kokšeňova kritizuje na příkladu Rosenthalových dětí modernismus i postmodernismus jako „likvidátorský projekt“, jehož výplody nerozvíjejí umění, nýbrž jen kopírují a primitivně rozkládají již vytvořené. Staví tak Děsjatnikova (a Sorokina) pro jeho „tvůrčí odvozenost, neschopnost a skandálnost“ na rovinu s Johnem Cagem a Michaelem Nymanem a s odvoláním na Richarda Wagnera tvrdí, že být skutečně „současným“ v umění znamená být „nositelem národního pravověří“.
Oproti tomu hudební kritička Gluljara Sadych-zade v Pětěrburském těatralném žurnalu hovoří o Rosenthalových dětech jako o „fenomenálním a bezprecedentním úspěchu“, o pokračování „velké tradice klasické ruské opery“, a tvrdí, že v prostředí nepříznivém soudobé klasické tvorbě „Děsjatnikov dokázal napsat operu, která zůstane v repertoáru na dlouho a možná i vejde do dějin – ne do dějin politických skandálů na zakázku, ale do dějin národní hudby.“ Vyzdvihuje energii hudby a její snahu působit na diváka pomocí kontrastů vtáhnout ho do dialogu. Děsjatnikov podle ní prokázal všechen svůj talent aranžéra, kopisty a imitátora, když slil „své“ a „cizí“ ve zdařilém poměru, přičemž „jeho původnost se projevuje v jiném aspektu – kompozičně-estetickém, a jeho hudba se stává autorskou zejména emocionálním naplněním.“
Střízlivý postoj zaujal recenzent časopisu Kuľtura Dmitrij Morozov: i když jeho výchozím postojem byla antipatie k dosavadní Sorokinově tvorbě a sympatie k Děsjatnikovovi, má za to, že se libretista zhostil svého úkolu úspěšněji než skladatel: „Vcelku se skladateli skutečně podařily jisté oddělené fragmenty, mezi nimiž je spousta všedních míst. Libreto se jeví ucelenějším. […] Prostě poměrně zajímavý experiment s celkem nejednoznačnými výsledky.“

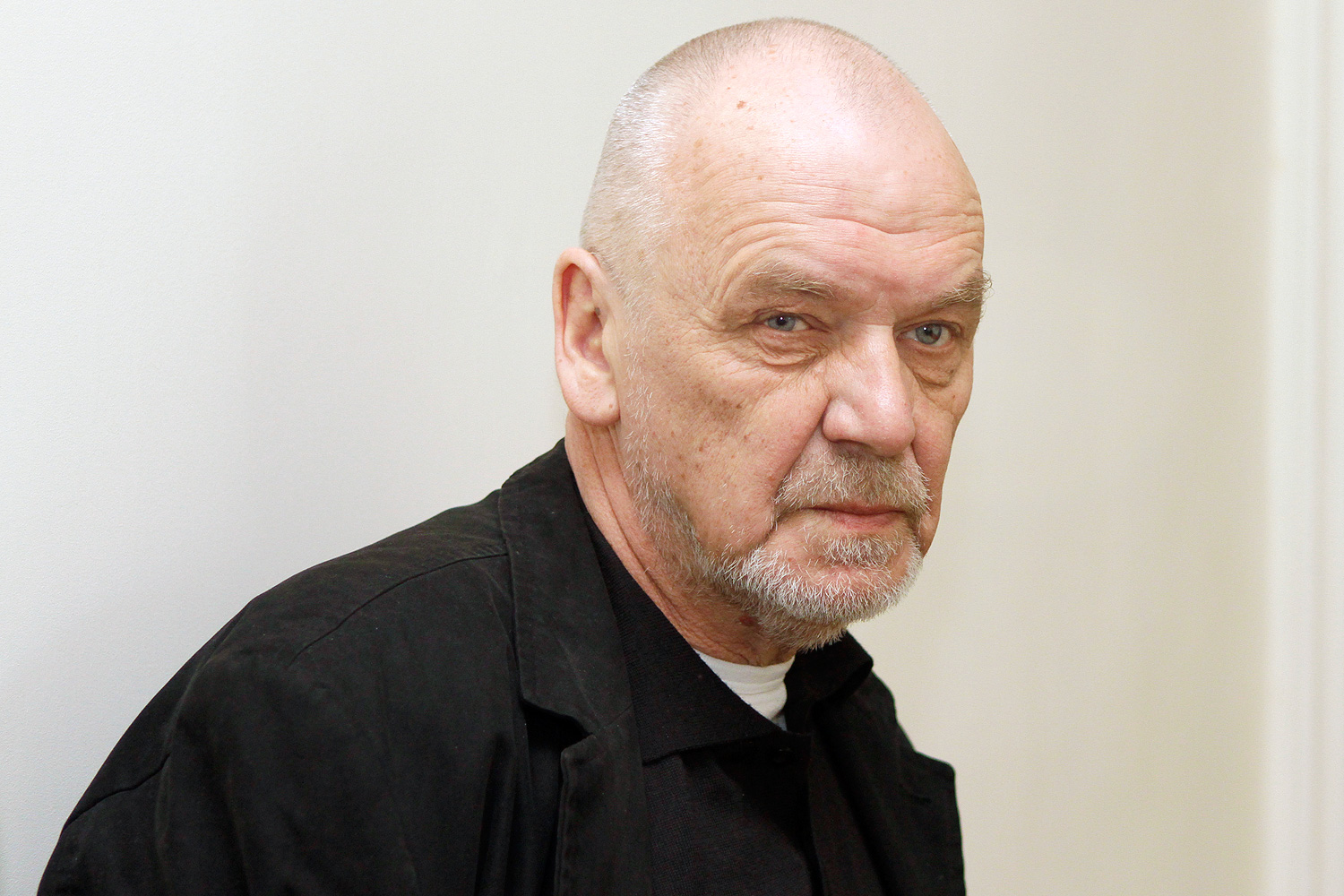
Režisér Eimuntas Nekrošius

I když kontroverze týkající se uvedení Rosenthalových dětí ve Velkém divadle nemohli pominout ani mimoruští komentátoři, jejich soudy mohly být méně stranické. Vesměs pozitivní recenze přinesl k uvedení na operním festivalu v Savonlinně finský tisk. Například Ritta-Leena Lempinen Vesa v listu Itä-Savo  prohlásila, že je to „nejlepší opera, která kdy byla v [Savonlinnské] pevnosti hrána“, Sorokinovo libreto je prý „poutavé, bystré a mnohostranné“ a o Děsjatnikově hudbě „nelze říci, že je moderní, ale je jednoznačně nová“. Hudební kritik listu Helsingin Sanomat Hannu-Ilari Lampilla zase uvádí: „Romantická poklona kráse se může lehko zvrtnou v kýč. Ale i tomuto nebezpečí se Děsjatnikov vyhnul díky tomu, že do tohoto díle zabudoval i grotesku a ironii.“ Zvláštní ocenění však získala Nekrošiusova režie.
Vzdálenější kritici byli uměřenější a povšimli si zejména líbivosti a posluchačské nenáročnosti této opery. Masha Lipman v magazínu New Yorker označila Rosenthalovy děti za „hudebně nevýbojné“. Podle Jense Kaufmanna, píšícího pro německý Die Welt, „Rosenthalovy děti jsou suverénně komponované, líbivé – často příliš hladké. Trochu modrého špeku by představení pomohlo.“ Stejně tak i historiografická příručka Ulricha Schreibera Opernführer für Fortgeschrittene soudí, že „ironickým a satirickým momentům libreta […] chybí hudební zaostření“. George Loomis v článku pro časopis Opera News k opeře zaujal vlažný postoj a vyčítal jí, že „se nemůže rozhodnout, zda je vážnou operou, nebo fraškou“. Poukázal také na rozdílné vyznění libreta a hudby: „… Děti mají něco z černého ruského humoru, avšak bez hudební ironie, která by tomu odpovídala. […] Tonálně orientovaná partitura neklade na interprety ani posluchače vysoké nároky.“ V článku pro Financial Times doplnil, že divácký úspěch Rosenthalových dětí byl do jisté míry důsledkem aféry kolem jejího uvedení: „Pochybuji, že by se tato opera stala hitem sama o sobě, i když ne proto, že by se Děsjatnikov a Sorokin nesnažili zavděčit svému obecenstvu.“ John Allison v BBC Music Magazine napsal: „Děsjatnikov je něco jako kultovní skladatel, je však škoda, že Velké divadlo pro svou první novou operu za čtvrt století tolik hrálo na jistotu. Hudební svět partitury, jež obsahuje překvapivě málo pastiše, je povětšinou Musorgskij Lite.“

## Osoby a první obsazení
| osoba | hlasový obor   | světová premiéra (23.3.2005)     |
| --- | -------------- | -------------------------------- |
| Alex Rosenthal, vědec | bas            | Vadim Lynkovskij                 |
| Wagner, klon | alt            | Jevgenija Segenjuk               |
| Čajkovskij, klon | lyrický tenor  | Maxim Pastěr                     |
| Mozart, klon | hrdinský tenor | Roman Muravickij                 |
| Verdi, klon | baryton        | Andrej Grigorjev                 |
| Musorgskij, klon | bas            | Valerij Gilmanov                 |
| Táňa, prostitutka | soprán         | Jelena Vozněsenskaja             |
| Chůva | mezzosoprán    | Irina Udalova                    |
| Kela, pasák | basbaryton     | Nikolaj Kazanskij                |
| 1. Rosenthalův spolupracovník | vysoký tenor   | Oganes Georgijan                 |
| 2. Rosenthalův spolupracovník | hluboký bas    | Alexandr Korotkij                |
| Běženec | soprán         | Jekatěrina Vasilenko             |
| Bezdomovec | baryton        | …                                |
| Pouliční prodavačka | mezzosoprán    | Jelena Okolyševa                 |
| Pasažér | tenor          | Bradimir Kudrjašov               |
| Genetici, číšnice, odjíždějící, tři šatnářky, tři skořápkáři, taxikáři, trhovci a trhovkyně, prostitutky (sbor); hračky – plyšový medvídek, olověný vojáček, tanečnice (tanečníci) |                |                                  |
| Dirigent: | Dirigent:      | Alexandr Alexandrovič Věděrnikov |
| Režie: | Režie:         | Eimuntas Nekrošius               |
| Výprava: | Výprava:       | Marius Nekrošius                 |
| Kostýmy: | Kostýmy:       | Damir Ismagilov                  |

## Děj opery

### 1. dějství
(Prolog) Němý film ve stylu sovětských populárněvědeckých filmů, přerušovaný titulky, vypráví historii mladého německého vědce Alexe Rosenthala, který ve 30. letech vymyslel způsob klonování („dublování“) organismů. Jeho pokusy na zvířatech i první pokus na člověku byly úspěšné, ale když bylo jeho dílo odsouzeno jako odporující nacistické rasové teorii a laboratoř uzavřena, uprchl Rosenthal do SSSR, kde získal politický azyl a prostředky na program klonování nového sovětského člověka. Program klonování dělníků-stachanovců se rozběhl a Rosenthal byl vyznamenán Leninovým řádem.
(1. obraz – 1. výstup. Rosenthalova laboratoř, 1975) Rosenthalovým snem je znovuvzkříšení pozemských bohů – géniů lidstva, protože věří, že pojem génia a nesmrtelnosti jsou neslučitelné. Právě se chystá v kruhu svých pomocníků-genetiků z klíční kostivyhotovit klon Wolfganga Amadea Mozarta (árie se sborem Я свершаю то, о чём мечтал… Вот ключица великого Моцарта / Ja svěršaju to, o čom mečtal… Vot ključica velikogo Mocarta). Vkládá kost do přístroje, kde je rekonstruován genetický materiál a z něho vytvořeno embryo, která pak odnosí náhradní matka. Všichni opěvují „vítězství nad smrtí“ (sbor Heiaha! Heiaha!).
(1. obraz – 2. výstup) Březový háj u Rosenthalova domu, měsíčná noc, 1975) V houpacích sítích mezi stromy spí Wagner, Čajkovskij, Verdi a Musorgskij, profesorovy „děti“. Rosenthal přináší kolébku. Wagner se s výkřikem vzbudí, probuzený noční můrou: zdál se mu sen o nádherné labuti, z níž však nad ním vyhřezli červi a zasypali ho (scéna a árie Schläfst du, Wagner, mein Sohn? В саду сидел я / V sadu siděl ja). Rosenthal ho utěšuje, ale bezúspěšně. Jejich hovor probudí i ostatní skladatele. Profesor jim s pohnutím sděluje, že vytvořili Mozarta a že se do deseti měsíců narodí – pátá hvězda do jejich souhvězdí. Skladatelé zpívají píseň o tiché noci, dárkyni nového života (kvartet Тихая ночь / Tichaja noč).
(2. obraz – Veranda Rosenthalova domu, 1976) Chůva a děvčata chystají dům na příchod dítěte Mozarta. Číšnice zpívají veselou budovatelskou píseň (Везут крошку / Vezut krošku). Čajkovskij hledá chůvu a klade jí hlavu do klína. Je zmaten z toho, že Mozart, jeho nedostižný vzor a bůh, se stal člověkem, a navíc mladším než on sám. Chůva ho konejší a vzpomíná, jak kolébala všechny čtyři Rosenthalovy děti jednoho po druhém (duet Петруша! – Ах, няня! / Petruša! – Ach, ňaňa!). Rosenthal v doprovodu genetiků a dalších lidí včetně ostatních klonů přináší malého Mozarta v náručí a pokládá ho do kolébky. Ostatní klony si dítě prohlížejí a připomínají si různé momenty z vlastního dětství. Čajkovskij si vzpomíná na hračky, které dostali od samotného Stalina. Rosenthal je vytahuje ze skříně a hračky tančí. Klony si připamatovávají vánoční večer v Kremlu. Rosenthal jim prozrazuje, že je vyrobil tajně, proti Stalinově vůli, a vydával je za vlastní děti – zadání totiž bylo klonovat výhradně „pracující lid“ (scéna s baletem Друзья! Сегодня на земле родился Моцарт! / Druzja! Segodňa na zemle rodilsja Mocart!).
V úryvcích oficiálních řečí sovětských vůdců – Stalina, Chruščova, Brežněva, Andropova, Gorbačov a nakonec Jelcin – se odráží obrys sovětského klonovacího programu. Poslední z představitelů – píše se rok 1992 – však ohlašuje konec celého experimentu, protože již nejsou peníze na „stalinské nesmysly“. Klony se cítí nechtěné a osamělé. Rosenthal umírá, Klony po něm truchlí, vydány na pospas cizímu, nehostinnému světu (kvintet Отец! Ты ушёл. Навеки! / Otěc! Ty ušol. Navěki!). Hlas z amplionu ohlašuje, že stát již na jejich udržování nemá peníze.

### 2. dějství
(3. obraz – Náměstí tří nádraží v Moskvě, 1993) Na sešlém náměstí je živo. Cestující spěchají na vlak a mezi nimi hledají taxikáři, skořápkáři a prostitutky své zákazníky a bezdomovec a uprchlík své dobrodince (scéna Торопись, торопило / Toropis, toropilo). Klony přicházejí s nástroji a nabízejí se, že lidem zahrají a zazpívají. Musorgskij za doprovodu svých bratrů zpívá píseň o třech moskevských pouličních psech (Как во славном городе / Kak vo slavnom gorodě). Posluchačům se hudba líbí a odměňují muzikanty mincemi. Trhovci a taxikáři si sami zpívají ukrajinské lidové písně (Ой, піду я в ліс по дрова / Oj, pidu ja v lis po drova). Nejvíce se zpěv skladatelů líbil prostitutce Táni a ta se dává do řeči s Mozartem. Skladatelé nejsou s výdělkem zcela spokojeni, přesto stačí na to, aby se šli napít do bistra. Taťánu zvou, ať jde s nimi (kvartet klonů kromě Mozarta А пойдем во кабак, разгуляемся! / A pojděm vo kabak, razguljajemsja!)
(4. obraz – 1. výstup – Tamtéž) Mozart a Táňa zůstanou sami. Mozartova slova Táňu očarovávají a brzy si oba vyznávají lásku (velký duet Татьяна, скорее дай мне руку… Прекрасна ты, дитя вокзалов! / Taťjana, skoreje daj mně ruku… Prekrasna ty, diťa vokzalov). Ostatní prostitutky volají Táňu zpět mezi sebe (sbor Пора, подруга, пора! / Pora, podruga, pora!), ale ona je odbývá. Nebezpečnější je vzdorovat Táninu pasákovi Kelovi, který chce svou chráněnku násilím odvést, jinak hrozí jí i Mozartovi smrtí. Objeví se Verdi a vykoupí Táňu od Kely za zlaté hodinky, dědictví po Rosenthalovi. Mozart a Táňa se radují ze svobody, i prostitutky se přidávají a Verdi s nimi zpívá hymnus na lásku (árie se sborem L’amor è libero). Mozart zve všechny na svatbu. Ale Kela se nehodlá se ztrátou Taťány smířit (monolog Проклятье! Лох увел её! / Prokljaťje! Loch uvěl jejo!).
(4. obraz – 2. výstup – Tamtéž) Klony, prostitutky a ostatní hosté slaví svatbu. Táňa zve všechny Mozartovy bratry, aby s ní i s Mozartem odjeli do krymské Livadije, kde má její stará matka dům prostorný pro všechny (Tánina árie В Крыму, в Ливадии чудесной / V Krymu, v Livadii čuděsnoj a duet Táni a Mozarta Уедем мы с тобой / Ujeděm my s toboj). Vlak z Kurského nádraží odjíždí za půl hodiny. na Musorgského návrh ještě vypijí všichni skleničku Absolutu na šťastnou cestu – jenže Kela do lahve předtím nasypal jed na krysy. Klony i Táňa umírají a posledními myšlenkami na rtech (například Wagner se dožaduje koloběžky) (sextet За новую жизнь! / Za novuju žizň!). Běženec a trhovkyně nad jejich těly hořekují (duet У сухого деревца / U suchogo děrevca).
(5. obraz – Sklifosovská nemocnice) V nemocniční posteli se probouzí Mozart. Na jeho otázky odpovídá Hlas; vysvětluje, že jeho bratři i Táňa zemřeli na otravu krysím jedem, jen on ne, protože získal imunitu v předchozím životě, když ho manželka a její milenec otrávili rtutí. Zaznívají písně Wagnera, Čajkovského, Musorgského a Verdiho, nakonec i hlas Taťány, který se s Mozartem spojí v posledním dvojzpěvu. Pak zůstává Mozart sám. V jeho rukou se objeví flétna, ale nepodaří se mu na ni zahrát.

## Ceny a nominace
Roku 2006 získalo Velké divadlo za inscenaci opery Rosenthalovy děti zvláštní cenu poroty v rámci cen „Zlatá maska“, udělovaných Svazem divadelních pracovníků Ruské federace, s odůvodněním „za iniciativu a rozvoj současné ruské opery“. Opera byla rovněž nominována na Zlatou masku v kategoriích „nejlepší operní představení“, „nejlepší dirigentský výkon“, „nejlepší režisérský výkon“ a „nejlepší ženská role“ (Jelena Vozněsenskaja v úloze Táni).

## Diskografie
- 2015 (CD 2016 Melodija 10 02432) Zpívají: (Rosenthal) Pjotr Migunov, (Táňa) Kristina Mchitarjan, (chůva) Irina Rubcova, (Wagner) Jelena Manistina, (Čajkovskij) Maxim Pastěr, (Mozart) Vsevolod Grivnov, (Verdi) Vasilij Ladjuk, (Musorgskij) Alexandr Teliga. Sbor a orchestr Velkého divadla v Moskvě řídí Alexandr Věděrnikov (živý záznam).